# Isún de Basa
Isún de Basa est un village de la province de Huesca, situé à environ deux kilomètres à l'est de la ville de Sabiñánigo, dans le Vallibasa. Il se trouve à proximité des villages d'Osán et de San Román de Basa. Il compte aujourd'hui 34 habitants.